# Singulari quadam
Singulari quadam (en español "Por la singular [caridad de benevolencia]") es la última encíclica de Pío X, fechada el 24 de septiembre de 1912; en ella da orientaciones para la participación de los católicos alemanes en los sindicatos, especialmente de aquellos que no tienen una orientación oficialmente católica.

## Contexto
La encíclica, tal como el papa expone desde el principio, viene a resolver una cuestión que había dado lugar a fuertes disputas entre los católicos en cuanto a su posible inscripción en sindicatos no católicos. Esta discusión tenía su origen en la situación  religiosa  de Alemania, dividida entre diferentes confesiones que, además, tenían distinta presencia en cada uno de los Länder que en otros
En la zona de Berlín, se había optado por la formación de uniones católicas, también llamados círculos católicos, de carácter confesional, y coordinados mediante la llamada "Dirección de Berlín". Mientras tanto en la región del región del Ruhr, bajo la denominada "Dirección de Colonia", se formaron sindicatos cristianos —integrados por católicos y protestantes—; estos sindicatos formaban también sus círculos católicos.
La discusión entre las dos direcciones se fue agriando, pues mientras Berlín, consideraba que la solución de Colonia ponía en peligro la fe de los sindicalistas católicos; esta juzgaba poco eficaz los sindicatos católicos, por el poco número de sus afiliados, lo que además disminuía la fuerza sindical en el conjunto de Alemania.
Aunque los obispos alemanes reunidos en Fulda en 1910 fijaron unas condiciones para la inscripción de los católicos en los sindicatos mixtos; la discusión entre los partidarios de Berlín o Colonia se mantuvo, y los obispos decidieron elevar al papa esta cuestión.

## Contenido
El papa expone desde el principio el motivo que le lleva a escribir esta encíclica

Singulari quadam caritate benevolentiae erga Germaniae catholicos, qui, huic apostolicae Sedi summa fide atque obsequio devincti, generose ac fortiter contendere pro Ecclesia consueverunt, impulsi sumus, venerabiles fratres, omne studium curamque convertere ad eam excutiendam controversiam, quae inter eos est, de consociationibus opificum.
Por el singular y verdadero amor de benevolencia que profesamos a los católicos alemanes, unidos en suma fe y obediencia con esta Sede Apostólica, Nos sentimos impulsados, Venerables Hermanos, a poner todo Nuestro cuidado, y solicitud  en  resolver  la  contienda entre ellos suscitada sobre las asociaciones obreras.
Encíclica Singulari quadam, p.1

Se trata de una cuestión que preocupa a los católicos y sobre la que muchos obispos han consultado al papa; tal como expone en seguida le mueve su obligación de poner los medios para conseguir que los fieles alemanes conserven integra y pura la doctrina católica; el deseo de fomentar la concordia entre todos los fieles, de modo que procuren aquella paz que beneficiará también a los ciudadanos no católicos. Aunque el papa tenía ya conocimiento de estas circunstancias, por la importancia de la cuestión, antes de resolverla ha pedido el parecer a cada uno de los obispos alemanes.
El primer criterio que se ha de tener en cuenta es que es obligación de todos los católicos guardar tanto en la vida privada como en la pública, guardar los principio de la verdad cristiana enseñada por el magisterio de la Iglesia. Por tanto 

No es lícito al cristiano descuidar los bienes sobrenaturales aun en el orden de las cosas terrenas. Al contrario, le incumbe la obligación de encaminarlo todo según las prescripciones de la sabiduría cristiana al Sumo Bien como a fin último; y sujetar todas sus acciones en cuanto buenas o malas moralmente, o sea, en cuanto conformes o disconformes con el derecho natural y divino, a la potestad y al juicio de la Iglesia.
Encíclica Singulari quadam, p. 3

Recuerda la encíclica que, tal como expuso León XIII en su encíclica Graves de communi re, "es verdad clarísima que (la cuestión social) es, antes que nada una cuestión moral y religiosa", y pasa a continuación a destacar las ventajas que suponen aquellas asociaciones obreras que se toman como fundamento la religión católica siguiendo abiertamente las directrices de la Iglesia. En este sentido interesa establecer y fomentar instituciones sociales de carácter religioso; esto sirve por supuesto para los pueblos católicos, pero también en las naciones no católicas si, a través de ellas, se considera posible remediar las necesidades de los asociados. 
Por esto, aunque el papa alaba a las asociaciones obreras puramente católicas, y desea su prosperidad, no niega que  

sea lícito a los católicos, tomando las debidas precauciones, aliarse con los no católicos en una acción común para mejorar la suerte del obrero, procurándoles condiciones más razonables de trabajo y sueldo más equitativo, o bien por otros motivos de honesta utilidad.
Encíclica Singulari quadam, p.5

Para alcanzar este objetivo el papa aconseja la confederación de las sociedades católicas con las no católicas, estableciendo para ello los pactos oportunos. No obstante la encíclica pasa a continuación a contemplar la posibilidad de que los obreros católicos participen en los sindicatos llamados cristianos. algunos obispos así lo han pedido pues esas asociaciones cuentan en sus diócesis con un número de miembros mucho mayor que los sindicatos católicos. Atendiendo las circunstancias en que se encuentra el catolicismo en Alemania, el papa estima que debe conceder lo que se le pide, pero da unas orientaciones concretar para llevar a la práctica esa posibilidad
Se ha de procurar en primer término que los obreros católicos pertenecientes a estos sindicatos se inscriban también en las sociedades católicas de obreros conocidas con el nombre de Arbeitervereine (asociaciones de trabajadores). En todo caso, para que los puedan inscribirse en un sindicato no católico es necesario que en ellos no haya nada, ni en la teoría ni en la práctica, que no sea conforme con la doctrina y leyes de la Iglesia.
Corresponde a los Obispos examinar cuál es la conducta de estos sindicatos, y cuidar que los católicos no reciban daño espiritual por su pertenencia a ellos. Por su parte los católicos inscritos en sindicatos mixtos. deben evitar que estos, para procurar el bien temporal de sus miembros, actúen de un modo contrario a las prescripciones emanadas de la Iglesia. Por esto, cuando se trata de cuestiones morales, de justicia o caridad, los obispos deberán velar para que los fieles no se aparten de las reglas de la moral católica
Concluye el papa la encíclica exhortando a los obispos para que observen religiosamente lo que se prescribe en la encíclica. Además, habiendo pedido al papa que resuelva esta cuestión, y después de la resolución definitiva que, tras la consulta a los obispos, se establece en este documento, los católicos deben abstenerse de disputar entre ellos sobre esta materia. Si surge alguna dificultad deben resolverla consultando a los obispos, los cuales elevarán la cuestión a la Santa Sede para su fallo definitivo. De ningún modo se puede aceptar que alguien acuse de sospechosos en la fe a los que con recta intención desean pertenecer a los sindicatos mixtos; o que por parte de católicos se combata a las asociaciones católicas, o que se intenten imponer los sindicatos interconfesionales bajo el pretexto de unir aglutinar la acción de los católicos en esos sindicatos.
El papa termina la encíclica expresando sus votos por el progreso de la Alemania católica en el orden religioso y en la esfera civil, implorando el auxilio especial de Dios y el patrocinio de la Virgen Madre de Dios y Reina de la Paz, impartiendo la bendición apostólica para los prelados destinatarios de la carta y para todo su clero y pueblo a ellos encomendado.